# Englische Cricket-Nationalmannschaft in Australien in der Saison 1876/77
Die Tour der englischen Cricket-Nationalmannschaft nach Australien in der Saison 1876/77 fand vom 15. März bis zum 4. April 1877 statt. Die internationale Cricket-Tour war Bestandteil der Internationalen Cricket-Saison 1876/77 und umfasste zwei Tests. Die Serie endete 1–1 unentschieden. Sie beinhaltete das erste im Nachhinein als Test-Match klassifizierte Spiel.

## Vorgeschichte
Für beide Mannschaften war es die erste Tour der Saison.
Es war die erste Tour bei der einzelne Spiele im Nachgang als Test-Matches klassifiziert wurden. Zuvor wurden einzelne Touren ausgetragen. England trug seit 1861 einzelne Touren in Australien aus und mit einer Vertretung aus Aborigines in 1868 tat dieses auch erstmals eine australische Mannschaft in England.

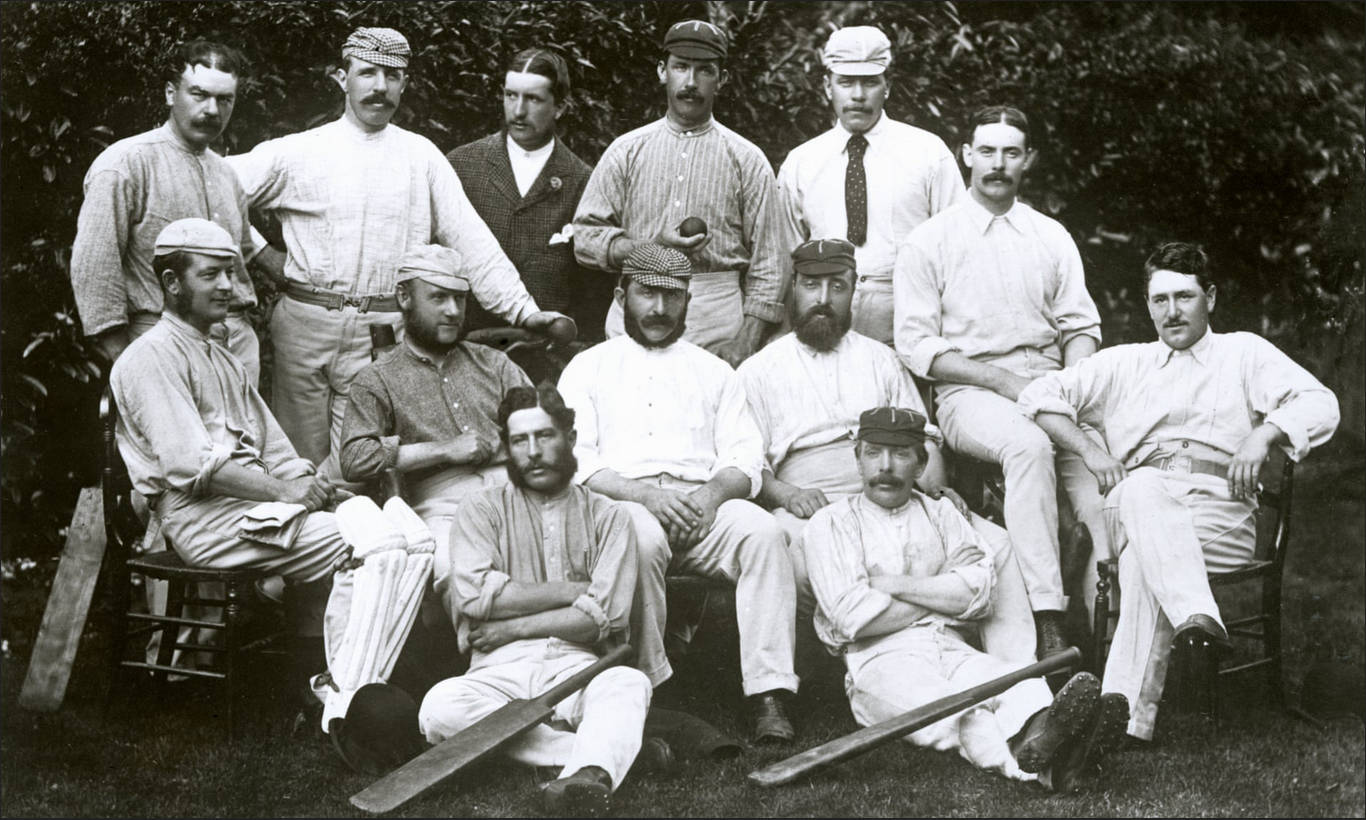
Das englische Team (1876)

England startete seine Reise im November 1876 von Southampton aus und anders als die vorhergehenden Touren war diese nicht auf Einladung erfolgt, sondern auf Grund von geschäftlichen Interessen. Da es in vorhergehenden Touren Probleme zwischen Amateuren und Profis gab, kam es zu zwei Vorschlägen für diese Tour. Fred Grace schlug eine Tour mit Amateurspielern vor, während James Lillywhite sich gegen ihn durchsetzen konnte und ausschließlich Profis mit auf die Reise nahm, was zu schwächen vor allem am Schlag für die englische Mannschaft führte. Bei den ersten Tour Matches war England so überlegen, dass viele Mannschaften mehr als die üblichen elf Batsman aufboten. Jedoch besserten sich die australischen Vertretungen zunehmend, bevor das englische Team nach fünfzehn Spielen für sechs Wochen nach Neuseeland reiste. Dort spielte das englische Team acht sehr überlegene Spiele, verlor jedoch Ted Pooley, der in Christchurch nach einem Wettskandal im Gefängnis zurückbleiben musste. Kurz nach ihrer Rückkehr trafen sie dann auf eine Mannschaft bestehend aus Spielern aus New South Wales und Victoria, die als Combined Australia XI gegen die Lillywhite’s XI antrat. Auch wenn dieses Spiel nicht als internationale Begegnung angekündigt war, wird sie heute als solche betrachtet.

## Stadien
Die folgenden Stadien wurden für die Tour als Austragungsort vorgesehen.
| Stadion                  | Stadt     | Spiele       |
| ------------------------ | --------- | ------------ |
| Melbourne Cricket Ground | Melbourne | 1. & 2. Test |

## Kaderlisten
Die Mannschaften benannten die folgenden Kader.
| Test | Test |
| Australien | England |
| --- | --- |
| - Dave Gregory (K) - Charles Bannerman - Jack Blackham (wk) - Bransby Cooper - Tom Garrett - Ned Gregory - John Hodges - Tom Horan - Thomas Kelly - Tom Kendall - Billy Midwinter - Billy Murdoch - Frederick Spofforth - Nat Thomson | - James Lillywhite (K) - Tom Armitage - Harry Charlwood - Tom Emmett - Andrew Greenwood - Allen Hill - Harry Jupp - John Selby (wk) - Alfred Shaw - James Southerton - George Ulyett |

## Tests

### Erster Test in Melbourne
| 15. – 19. März Scorecard | Melbourne | Australien 245 (169.3) & 196 (68) | – | England 104 (136.1) & 108 (66.1) |

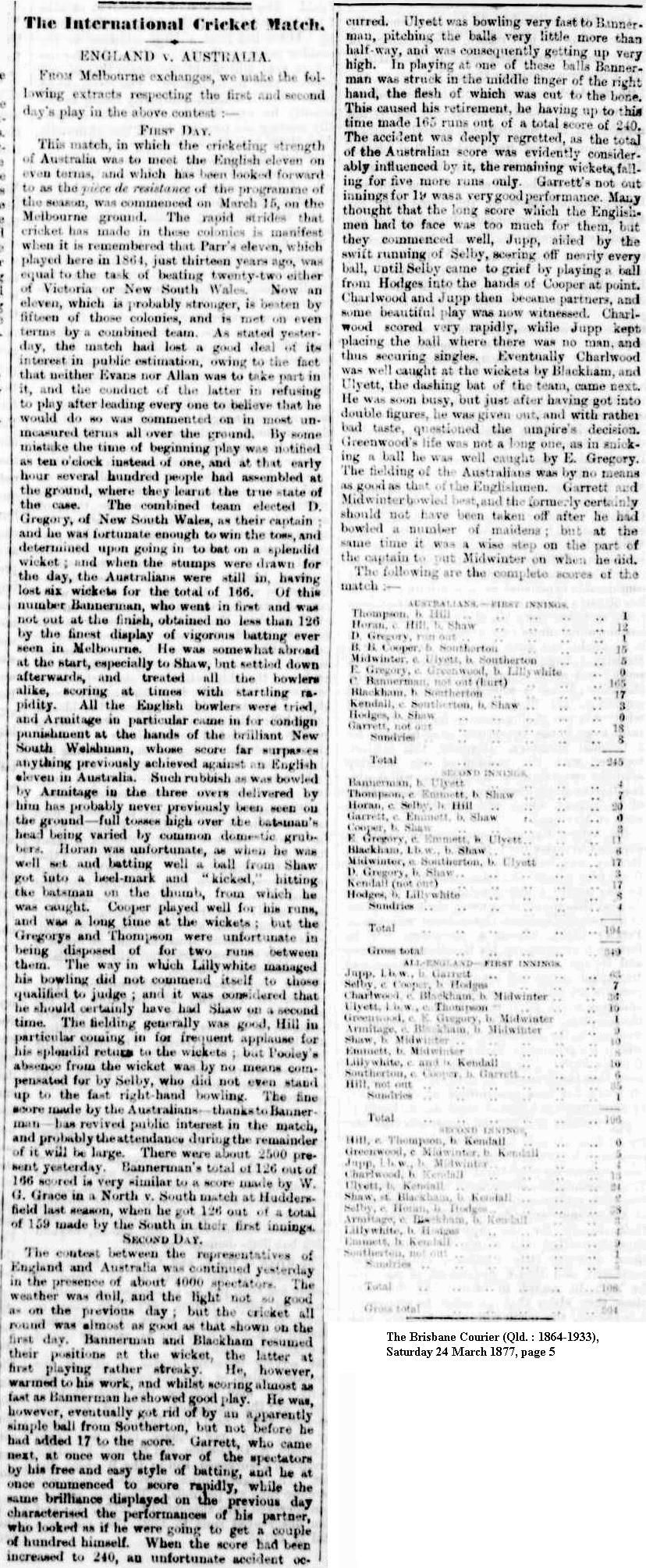
Bericht über das erste Spiel im The Brisbane Courier (1877)

|                          |           | Australien gewinnt mit 45 Runs    |   |                                  |

Australien gewann den Münzwurf und entschied sich als Schlagmannschaft zu beginnen. Bester Schlagmann der Australier im ersten Innings war Eröffnungs-Batsman Charles Bannerman dem ein Century über 165 Runs gelang, bevor er sich als retired hurt zurückzog. Beste englische Bowler waren Alfred Shaw mit 3 Wickets für 51 Runs und James Southerton mit 3 Wickets für 61 Runs. Als am zweiten Tag Harry Jupp für die englische Mannschaft eröffnete, fand dieser zunächst nur mit Harry Charlwood mit 36 Runs einen Partner. Der tag endete beim Stand von 109/4. Am dritten Tag verlor Jupp nach einem Half-Century über 63 Runs sein Wicket, bevor Allen Hill bis zum Ende des Innings noch 35* Runs hinzufügen konnte. England hatte da einen Rückstand von 49 Runs. Bester australischer Bowler war Billy Midwinter mit 5 Wickets für 78 Runs. Im australischen Innings war Tom Horan mit 20 Runs der beste Schlagmann, bevor der Tag beim Stand von 83/9 endete. Nach einem Ruhetag konnten die verbliebenen Batsmen eine Vorgabe von 154 Runs für die englische Mannschaft aufbauen. Beste englischer Bowler waren Alfred Shaw mit 5 Wickets für 38 Runs und George Ulyett mit 3 Wickets für 39 Runs. Im zweiten Innings der englischen Mannschaft konnten John Selby 38 Runs und George Ulyett 24 Runs erreichen, was jedoch nicht ausreichte, um die Vorgabe der australischen Mannschaft einzuholen. Bester australischer Bowler war Tom Kendall mit 7 Wickets für 55 Runs.
Als Preis erhielten die australischen Spieler von der Victorian Cricket Association jeweils eine goldene Uhr.

### Zweiter Test in Melbourne
| 31. März – 4. April Scorecard | Melbourne | Australien 122 (112.1) & 259 (154.3) | – | England 261 (130.2) & 122-6 (52.1) |
|                               |           | England gewinnt mit 4 Wickets        |   |                                    |

Australien gewann den Münzwurf und entschied sich als Schlagmannschaft zu beginnen. Bester Schlagmann für das australische Team war Billy Midwinter, dem 31 Runs gelangen. Das Innings endete nach 122 Runs, wobei Allen Hill mit 4 Wickets für 27 Runs der beste englische Bowler war. England verlor noch zwei frühe Wickets, so dass der Tag beim Stand von 7/2 endete. Nach einem Ruhetag konnte Andrew Greenwood sich etablieren und 49 Runs erreichen, bevor George Ulyett zusammen mit Tom Emmett eine Partnerschaft aufbaute. Ulyett verlor sein Wicket nach einem Half-Century über 52 Runs und wurde durch Allen Hill ersetzt. Emmett schied nach 48 Runs aus und nachdem Tom Armitage 21 Runs an der Seite von Hill erreicht hatte, schied auch dieser nach 49 Runs aus. Das Innings endete mit einem Vorsprung von 139 Runs für die englische Mannschaft und nachdem das letzte Wicket fiel, wurde auch der Tag beendet. Am dritten Tag waren es die Eröffnungs-Batter Nat Thomson und Dave Gregory denen eine erste Partnerschaft gelang. Gregory schied nach 43 Runs aus und wurde durch Charles Bannerman ersetzt. Nachdem Thomson nach 41 Runs ausgeschieden war, konnte sich Thomas Kelly etablieren. Bannermann verlor nach 30 Runs sein Wicket und Kelly konnte 35 Runs erreichen. So endete der Tag beim Stand von 207/7. Am vierten Tag konnte Jack Blackham noch 26 Runs erreichen, jedoch endete das Innings als dieser sein Wicket verlor mit einer Vorgabe von 121 Runs für das englische Team. Beste englische Bowler waren James Southerton mit 4 Wickets für 46 Runs und Hames Lillywhite mit 4 Wickets für 70 Runs. Dem englischen Team gelang es vor allem durch die 22 Runs von Andrew Greenwood und das Half-Century von George Hlyett über 63 Runs die Vorgabe bis zum Ende des Tages einzuholen. Beste australische Bowler waren John Hodges mit 2 Wickets für 13 Runs und Tom Kendall mit 2 Wickets für 24 Runs.

## Statistiken
Die folgenden Cricketstatistiken wurden bei dieser Tour erzielt.
| Tests             | Tests      | Tests   | Tests   | Tests   | Tests   | Tests   | Tests   | Tests   |
| Batting           | Batting    | Batting | Batting | Batting | Batting | Batting | Batting | Batting |
| Spieler           | Mannschaft | Spiele  | Innings | Runs    | Average | HS      | 100s    | 50s     |
| ----------------- | ---------- | ------- | ------- | ------- | ------- | ------- | ------- | ------- |
| Charles Bannerman | Australien | 2       | 4       | 209     | 69,66   | 165*    | 1       | 0       |
| George Ulyett     | England    | 2       | 4       | 149     | 37,25   | 63      | 0       | 2       |
| Allen Hill        | England    | 2       | 4       | 101     | 50,50   | 49      | 0       | 0       |
| Andrew Greenwood  | England    | 2       | 4       | 77      | 19,25   | 40      | 0       | 0       |
| Tom Emmett        | England    | 2       | 4       | 73      | 18,25   | 48      | 0       | 0       |
| Bowling           |            |         |         |         |         |         |         |         |
| Spieler           | Mannschaft | Spiele  | Overs   | Wickets | Average | BBI     | 5W      | 10W     |
| Tom Kendall       | Australien | 2       | 4       | 14      | 15,35   | 7/55    | 1       | 0       |
| James Lillywhite  | England    | 2       | 4       | 8       | 15,75   | 4/70    | 0       | 0       |
| Alfred Shaw       | England    | 2       | 4       | 8       | 18,25   | 5/38    | 1       | 0       |
| Billy Midwinter   | Australien | 2       | 4       | 8       | 19,50   | 5/78    | 1       | 0       |
| James Southerton  | England    | 2       | 2       | 7       | 15,28   | 4/46    | 0       | 0       |
| Allen Hill        | England    | 2       | 4       | 7       | 18,57   | 4/27    | 0       | 0       |